# فوس‌تمساویر
فوس‌تمساویر (انگلیسی: Fostemsavir) یک داروی ضد رتروویروسی برای بزرگسالان مبتلا به HIV/AIDS است که چندین داروی HIV را امتحان کرده‌اند و عفونت HIV آنها به دلیل مقاومت، عدم تحمل یا ملاحظات ایمنی نمی‌تواند با سایر روش‌های درمانی با موفقیت درمان شود.
شایع‌ترین واکنش نامطلوب حالت تهوع است.  واکنش‌های جانبی شدید شامل افزایش آنزیم‌های کبدی در میان شرکت‌کنندگانی که به ویروس هپاتیت B یا C نیز مبتلا بودند و تغییرات در سیستم ایمنی (سندرم بازسازی ایمنی) بود.
فوس‌تمساویر یک مهارکننده ورود HIV و یک پیش داروی تمساویر (BMS-626529) است. فوس‌تمساویر یک ویروس نقص ایمنی انسانی نوع 1 (HIV-1) مهارکننده چسبندگی gp120 است.

## کاربرد پزشکی
فوس‌تمساویر در ترکیب با سایر داروهای ضد رتروویروسی برای درمان عفونت HIV-1 در بزرگسالان مبتلا به عفونت HIV-1 مقاوم به چند دارو که به دلیل مقاومت، عدم تحمل یا ملاحظات ایمنی، رژیم ضد رتروویروسی فعلی خود را شکست می‌دهند، نشان داده شده است.

## عوارض جانبی
فوس‌تمساویر ممکن است باعث یک بیماری جدی به نام سندرم بازیابی ایمنی شود، مشابه سایر داروهای تایید شده برای درمان عفونت HIV-1. این وضعیت می‌تواند در آغاز درمان HIV-1 رخ دهد، زمانی که سیستم ایمنی ممکن است قوی‌تر شود و شروع به مبارزه با عفونت هایی کند که برای مدت طولانی در بدن پنهان شده‌اند. سایر عوارض جانبی جدی شامل مشکلات ریتم قلب به دلیل طولانی شدن فعالیت الکتریکی قلب (طولانی شدن QT) و افزایش آنزیم های کبدی در بیماران مبتلا به عفونت همزمان ویروس هپاتیت B یا C است.